# 島谷勇雄
島谷 勇雄（しまたに いさお、1938年8月27日 - ）は、広島県福山市出身の元プロ野球選手（投手）。

## 来歴・人物
盈進商業高から1957年に国鉄スワローズへ入団、翌1958年に一軍昇格。武器はスライダー、シュート、ドロップ。春のオープン戦では地元福山での対読売ジャイアンツ戦に先発登板し、地元市民より多数の花束が贈られたが、その様子を見た国鉄マネージャーの小阪三郎は「地元の期待が重圧として島谷にのし掛からなければ良いが」と心配したというエピソードが残る。この年は結局中継ぎとして3試合に登板したのみであった。
その後も初勝利を挙げられないまま、1963年に実家の鮮魚店を継ぐ為に引退した。
島谷の名を今日まで留める有名な逸話は、1960年9月30日の対中日ドラゴンズ戦での出来事である。この日の国鉄は序盤に2点を勝ち越し、島谷に念願の初勝利の機会が巡ってきた。しかし、5回にノーアウト3塁のピンチを招いた際、この年19勝を挙げていたエースの金田正一がベンチを飛び出し、自ら投手交代を告げてリリーフし、そのまま完投して20勝目を挙げてしまった。これにより金田は「10年連続20勝」の業績を達成する事になる。この逸話は当時の金田が監督の宇野光雄をも凌ぐ発言権を有していた事実を示すものとされる一方で、佐々木重徳ら同僚からは「金田の勝利に対する執念の凄まじさ」と肯定的に評する向きもあった。なお佐々木によると、島谷も後年ではこの時の出来事を「今となってはいい思い出」と笑い話にしていたという。
引退後は家業を営む傍ら、1978年に郷里福山に少年野球チームである「福山スワローズ」を設立。監督としてボーイズリーグにて1979年春季大会、1987年夏季大会の二度準優勝の記録を残し、2020年現在も指揮を執り続けている。福山スワローズのユニフォームは国鉄に極めて類似したものであり、OBからは本原正治、矢口喜護らがNPBへと進んだ。

## 詳細情報

### 年度別投手成績
| 年 度     | 球 団     | 登 板 | 先 発 | 完 投 | 完 封 | 無 四 球 | 勝 利 | 敗 戦 | セ 丨 ブ | ホ 丨 ル ド | 勝 率 | 打 者 | 投 球 回 | 被 安 打 | 被 本 塁 打 | 与 四 球 | 敬 遠 | 与 死 球 | 奪 三 振 | 暴 投 | ボ 丨 ク | 失 点 | 自 責 点 | 防 御 率 | W H I P |
| --------- | --------- | ----- | ----- | ----- | ----- | -------- | ----- | ----- | -------- | ----------- | ----- | ----- | -------- | -------- | ----------- | -------- | ----- | -------- | -------- | ----- | -------- | ----- | -------- | -------- | ------- |
| 1958      | 国鉄      | 3     | 0     | 0     | 0     | 0        | 0     | 0     | --       | --          | .000  | 23    | 5.2      | 6        | 0           | 0        | --    | 0        | 2        | 0     | 0        | 3     | 2        | 3.00     | 1.06    |
| 1959      | 国鉄      | 12    | 0     | 0     | 0     | 0        | 0     | 0     | --       | --          | .000  | 71    | 16.0     | 16       | 2           | 7        | --    | 0        | 7        | 2     | 0        | 11    | 10       | 5.63     | 1.44    |
| 1960      | 国鉄      | 21    | 2     | 0     | 0     | 0        | 0     | 2     | --       | --          | .000  | 134   | 32.0     | 27       | 2           | 14       | --    | 0        | 16       | 0     | 0        | 6     | 5        | 1.41     | 1.28    |
| 1961      | 国鉄      | 2     | 0     | 0     | 0     | 0        | 0     | 0     | --       | --          | .000  | 20    | 4.2      | 4        | 1           | 3        | --    | 0        | 1        | 0     | 0        | 1     | 1        | 1.80     | 1.50    |
| 1962      | 国鉄      | 3     | 0     | 0     | 0     | 0        | 0     | 0     | --       | --          | .000  | 20    | 5.0      | 4        | 0           | 1        | --    | 0        | 1        | 0     | 0        | 2     | 0        | 0.00     | 1.00    |
| 1963      | 国鉄      | 1     | 0     | 0     | 0     | 0        | 0     | 0     | --       | --          | .000  | 17    | 3.2      | 5        | 1           | 2        | --    | 0        | 2        | 0     | 0        | 2     | 2        | 4.50     | 1.91    |
| 通算：6年 | 通算：6年 | 42    | 2     | 0     | 0     | 0        | 0     | 2     | --       | --          | .000  | 285   | 67.0     | 62       | 6           | 27       | --    | 0        | 29       | 2     | 0        | 25    | 20       | 2.69     | 1.33    |

- 各年度の太字はリーグ最高

### 背番号
- 36 （1957年 - 1963年)